# Prescott Island (Brits-Columbia)

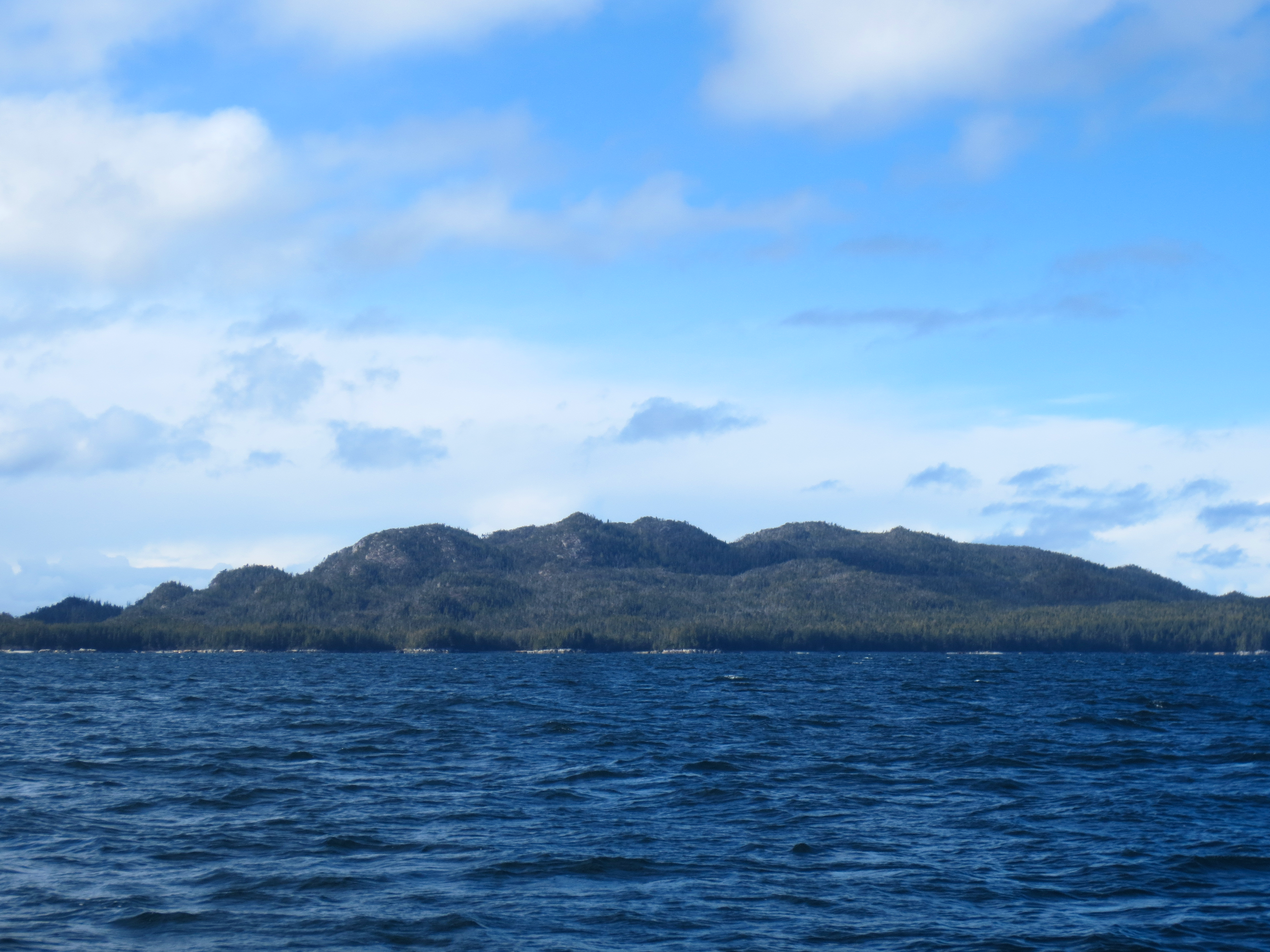
Zicht op Prescott Island vanaf Chatham Sound

Prescott Island is een eiland in het westen van Brits-Columbia in Canada.

## Geografie
Het eiland heeft een lengte noordwest-zuidoost van 7,7 kilometer. Het ligt tussen Stephens Island in het noordwesten en Porcher Island in het zuidoosten. Ten zuiden van het eiland ligt het kleinere Arthur Island. Het eiland scheidt het zuidelijk deel van de Chatham Sound in het oosten van het noordelijk uiteinde van de Hecate Strait in het westen. Tussen Prescott Island en Porcher Island ligt de Edye Passage.
De wateren rond het eiland liggen in de mariene ecoregio Noord-Amerikaans Pacifisch Fjordland.